# Смердель
Смердель — река в России, протекает в Новосокольническом и Локнянском районах Псковской области. Устье реки находится в 36 км по правому берегу реки Локня. Длина реки составляет 78 км, площадь водосборного бассейна 647 км². Недалеко от устья у деревни Рудково ширина реки — 12 метров, глубина — 1 метр.
Система водного объекта: Локня → Ловать → Волхов → Нева → Балтийское море.
В Новосокольническом районе на реке стоят деревни Руновской волости Курохново, Новое, Полочаново и Кожемяки, деревни Горожанской волости Астратово, Жолобово, Горожане и Фёдоровское, в Насвинской волости Мартиново, Насва и Ваёво. Ниже, в Локнянском районе по берегам стоят деревни Самолуковской волости Щенайлово и Ягодкино. Устье Смердели находится на территории Локнянской волости.
В реку сбрасывает сточные воды ЗАО «Великолукский молочный комбинат»

## Притоки
- В 52 км от устья, по левому берегу реки впадает река Вейна[5].
- В 60 км от устья, по правому берегу реки впадает река Насва.
- У деревни Зенцово слева впадает Демьянка[3].
- У деревни Рудково справа впадает Вербень[2].
- У истока в Смердель впадает Лужница[6].

## Данные водного реестра
По данным государственного водного реестра России относится к Балтийскому бассейновому округу, водохозяйственный участок реки — Ловать и Пола, речной подбассейн реки — Волхов. Относится к речному бассейну реки Нева (включая бассейны рек Онежского и Ладожского озера).
Код объекта в государственном водном реестре — 01040200312102000023049.